# Карл XV (Швеция)
Карл XV (на шведски: Karl XV, 3 май 1826 – 18 септември 1872), трети крал на Швеция и Норвегия (в Норвегия като Карл IV) от династията Бернадот от 1859, най-голям син на Оскар I (от 1857 регент по време на боледуването на баща си).

## Биография
Той е първият Бернадот роден в Швеция, син на крал Оскар I и Жозефин Лойхтенбергска. Жени се за Луиза Нидерландска (1828 – 1871), дъщеря на принц Фридрих, по-малкият син на крал Вилем I Нидерландски (1850).
По време на неговото управление са проведени мащабни реформи, въведено е съвременно местно (1862), църковно (1863) и наказателно право (1864). Девизът на краля бил: Land skall med lag byggas – „Земя, за която да направя закони“. През 1866 г. допринася за реформите на Риксдага. Поддръжник на съюза на скандинавските държави, а по време на Германо-датската война за Шлезвиг (1864) поддържа неутралитет.
Карл XV е и художник и поет.
След смъртта си оставя само една дъщеря – Ловиса Шведска; синът му умира на двегодишна възраст, затова престолът е наследен от неговия брат Оскар II.
След обявяването независимостта на Норвегия, неин крал става през 1905 г. Хокон VII – внукът на Карл XV, син на неговата дъщеря.